# Mine (chanson de Bazzi)
 (novembre 2019).
Si vous disposez d'ouvrages ou d'articles de référence ou si vous connaissez des sites web de qualité traitant du thème abordé ici, merci de compléter l'article en donnant les références utiles à sa vérifiabilité et en les liant à la section « Notes et références ».
Pour les articles homonymes, voir Mine.
Singles de Bazzi (en)
Beautiful
(2017) Why?
(2018)
Mine est une chanson de Bazzi (en), sortie le 12 octobre 2017.

## Charts

### Classements par pays
| Chart (2018)                           | Meilleure position |
| -------------------------------------- | ------------------ |
| Allemagne (Media Control AG)           | 25                 |
| Australie (ARIA)                       | 11                 |
| Autriche (Ö3 Austria Top 40)           | 27                 |
| Belgique (Flandre Ultratop 50 Singles) | 25                 |
| Belgique (Wallonie Ultratip 50)        | 1                  |
| Bolivie (Monitor Latino)               | 15                 |
| Canada (Hot 100)                       | 13                 |
| Colombie (National-Report)             | 85                 |
| Danemark (Tracklisten)                 | 5                  |
| Écosse (OCC)                           | 46                 |
| Espagne (PROMUSICAE)                   | 66                 |
| États-Unis (Hot 100)                   | 11                 |
| États-Unis, (Adult Top 40)             | 23                 |
| États-Unis, (Mainstream Top 40),       | 1                  |
| États-Unis, (Rhythmic)                 | 3                  |
| Finlande (Suomen virallinen lista)     | 11                 |
| France (SNEP)                          | 71                 |
| Hongrie (Rádiós Top 40)                | 18                 |
| Italie (FIMI)                          | 40                 |
| Lettonie (Latvijas Top 40)             | 16                 |
| Liban (Lebanese Top 20)                | 8                  |
| Malaisie (RIM)                         | 5                  |
| Mexique (Airplay)                      | 49                 |
| Nouvelle-Zélande (RMNZ)                | 3                  |
| Norvège (VG-lista)                     | 5                  |
| Pays-Bas (Nederlandse Top 40)          | 29                 |
| Pays-Bas (Single Top 100)              | 37                 |
| Portugal (AFP)                         | 11                 |
| Tchéquie (IFPI Rádio)                  | 47                 |
| Tchéquie (IFPI Singles Digitál)        | 22                 |
| Roumanie (Airplay 100)                 | 73                 |
| Royaume-Uni (UK Singles Chart)         | 21                 |
| Russie (Tophit)                        | 51                 |
| Singapour (RIAS)                       | 9                  |
| Slovaquie (IFPI Rádio)                 | 19                 |
| Slovénie (SloTop50)                    | 45                 |
| Suède (Sverigetopplistan)              | 4                  |
| Suisse (Schweizer Hitparade)           | 27                 |

### Classements annuels
| Chart (2018)                         | Position |
| ------------------------------------ | -------- |
| Australie (ARIA)                     | 47       |
| Canada (Hot 100)                     | 45       |
| Danemark (Tracklisten)               | 41       |
| France (SNEP)                        | 190      |
| Nouvelle-Zélande (Recorded Music NZ) | 24       |
| Roumanie (Airplay 100)               | 59       |
| Suède (Sverigetopplistan)            | 78       |
| États-Unis (Hot 100)                 | 21       |
| États-Unis (Dance/Mix Show Airplay)  | 6        |
| États-Unis (US Mainstream Top 40)    | 8        |
| États-Unis (Rhythmic)                | 19       |

## Certifications
| Pays                    | Certification | Places vendues |
| ----------------------- | ------------- | -------------- |
| Australie (ARIA)        | 2x Platine    | 14 000         |
| Canada (Music Canada)   | 3x Platine    | 240 000 +      |
| Etats-Unis (RIAA)       | 2x Platine    | 2 000 000      |
| France (SNEP)           | Or            | 100 000        |
| Nouvelle-Zélande (RMNZ) | Platine       | 30 000         |
| Pologne (ZPAV)          | Or            | 10 000         |
| Royaume-Uni (BPI)       | Or            | 40 000         |
| Suède (GLF)             | Platine       | 8 000 000      |
| Suisse (IFPI) Suisse    | Or            | 10 000         |